# Rudolf Lonauer
Rudolf Lonauer, född 9 januari 1907 i Linz, död 5 maj 1945 i Neuhofen an der Krems, var en österrikisk psykiater och nazist. Under andra världskriget var han direktor för eutanasianstalten i Hartheim.

## Biografi
Kort efter Anschluss, Tysklands annektering av Österrike i mars 1938, blev Lonauer chef för Landesirrenanstalt Niedernhart, en psykiatrisk klinik i Linz. Han förestod även en privatklinik i Linz. I april 1940 utnämndes Lonauer till direktor för Tötungsanstalt Hartheim, eutanasianstalten i Hartheim, som ingick i Aktion T4, Nazitysklands mordprogram för personer med psykiska eller fysiska funktionsnedsättningar eller som av någon annan anledning inte bedömdes vara ”livsvärdiga”. Under Lonauers överinseende mördades under åren 1940 och 1941 18 269 personer i anstaltens gaskammare.
Efter protester från allmänheten och de kyrkliga samfunden avbröts Aktion T4 i augusti 1941, men fortsatte till viss del under kodnamnet Aktion 14f13. De flesta som mördades i denna aktion var koncentrationslägerfångar från Mauthausen och Ravensbrück vilka benämndes ”Ballastexistenzen”, "värdelösa existenser". I september 1943 ryckte Lonauer in i 7. SS-Freiwilligen-Gebirgs-Division Prinz Eugen och överlämnade ledningen av Hartheim åt sin ställföreträdare Georg Renno. Lonauers division stred bland annat i Serbien.
I början av maj 1945 dödade Lonauer sin hustru och sina två barn och begick därefter självmord.